# Seznam členů třetího Knesetu
Tento článek je seznam členů 3. Knesetu, který byl zvolen ve volbách v roce 1955, konkrétně 26. července 1955. Jeho funkční období trvalo až do zvolení následujícího (čtvrtého) Knesetu v roce 1959.
120 členů třetího Knesetu bylo rozděleno podle stranické příslušnosti následovně:
- 40 mandátů Mapaj
- 15 mandátů Cherut
- 13 mandátů Všeobecní sionisté
- 11 mandátů Mafdal
- 10 mandátů Achdut ha-avoda
- 9 mandátů Mapam
- 6 mandátů Chazit datit Toratit
- 6 mandátů Maki
- 5 mandátů Progresivní strana
- 2 mandáty Demokratická kandidátka izraelských Arabů
- 2 mandáty Kidma ve-avoda
- 1 mandát Chakla'ut ve-pituach

## Seznam poslanců
- poslanecký klub Mapaj

Almogi • Aran • Argov • Asaf • Avri'el (pak Lamdan) • Bahir • Becker (pak Smilansky) • Ben Gurion • Berger • Cabari • Dajan • Efrati • Eškol • Govrin • Guri • Hakohen • Herzfeld • Hilel (pak Tversky) • Idelson • Ješa'jahu  • Josef • Joseftal (pak Bar Rav Haj) • Kafrit • Kese • Lavon • Luz • Livšic • Locker • Me'ir • Naftali  • Namir • Necer • Osnija • Remez (pak Degani) • Šapira (pak Nicani) • Šaret  • Šazar (pak Kargman) • Šitrit • Šoreš • Šprincak (pak Cadok) 
- poslanecký klub Cherut

Altman • Arditi • Avni'el • Bader • Begin • Ben Eliezer  • Kohen-Meguri • Landau • Levin • Ja'akov Meridor • Olmert • Razi'el-Na'or • Šofman • Šostak • Uničman
- poslanecký klub Všeobecní sionisté

Ari'av (pak Klivnov) • Baba • Bernstein • Bežarno • Har'el • Ichilov • Parsic • Perlstein  • Rimalt • Rokach • Sapir • Serlin • Suza'iv
- poslanecký klub Mafdal

Šlomo Jisra'el Ben Me'ir • Burg • Grinberg • Chazani • Kelmer • Nurok • Rafa'el • Šapira • Unna • Warhaftig • Zo'arec
- poslanecký klub Achdut ha-avoda

Aba'as (pak Asa) • Alon • Aram • Bar Jehuda • Ben Aharon • Cur • Galili  • Haktin • Nir • Tabenkin (pak Karmel)
- poslanecký klub Mapam

Barzilaj • Bentov • Chazan • Ja'ari  • Jehuda • Jicchaki (pak Chamís) • Riftin • Rubin • Talmi
- poslanecký klub Chazit datit Toratit

Ben Ja'akov (pak Gross) • Kac • Kahana • Levin • Lorinc • Minc
- poslanecký klub Maki

Habíbí • Mikunis • Sne • Túbí • Vilenska • Vilner
- poslanecký klub Progresivní strana

Forder (pak Jochanan Kohen) • Harari • Idov Kohen • Rosen • Schocken
- poslanecký klub Dem. kand. izr. Arabů

az-Zuabí (pak Muadí) • Kasis
- poslanecký klub Kidma ve-avoda

Hanífes • Sulejmán
- poslanecký klub Chakla'ut ve-pituach

Hamdán
poznámka:* abecední řazení, nikoliv podle pozice na kandidátní listině